# Euthymios I. (Konstantinopel)

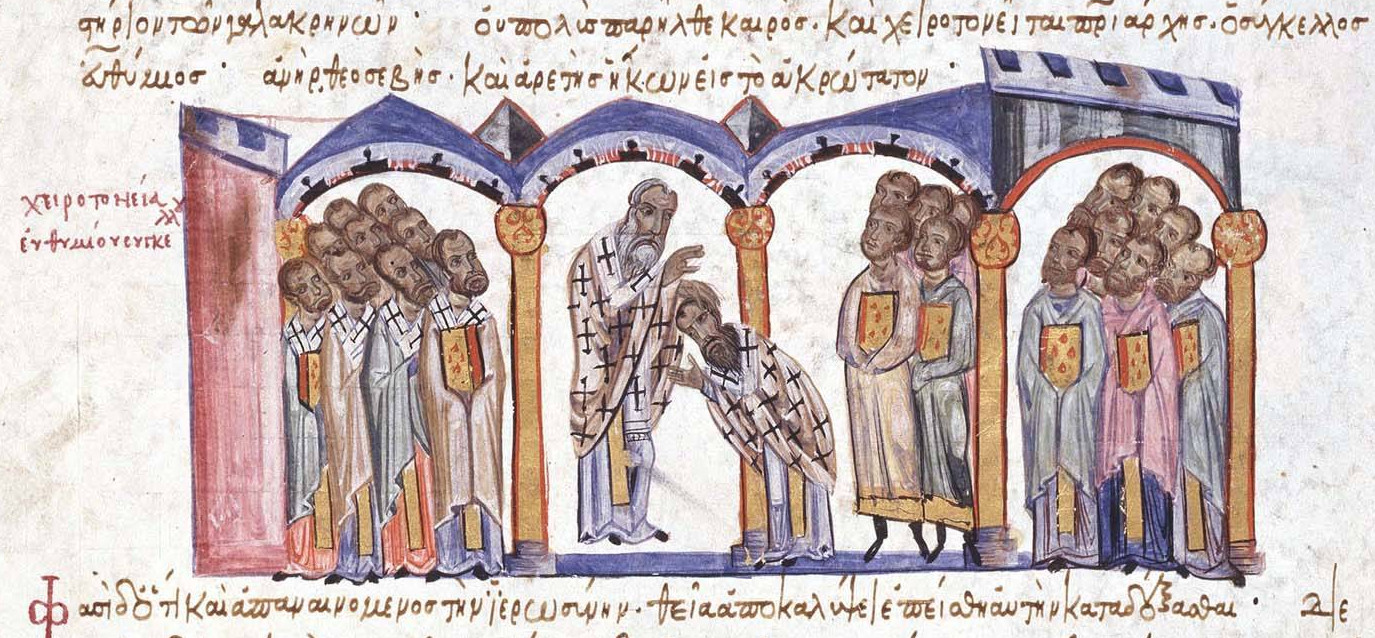
Euthymios wird zum Patriarchen geweiht, Chronik des Johannes Skylitzes, Madrid

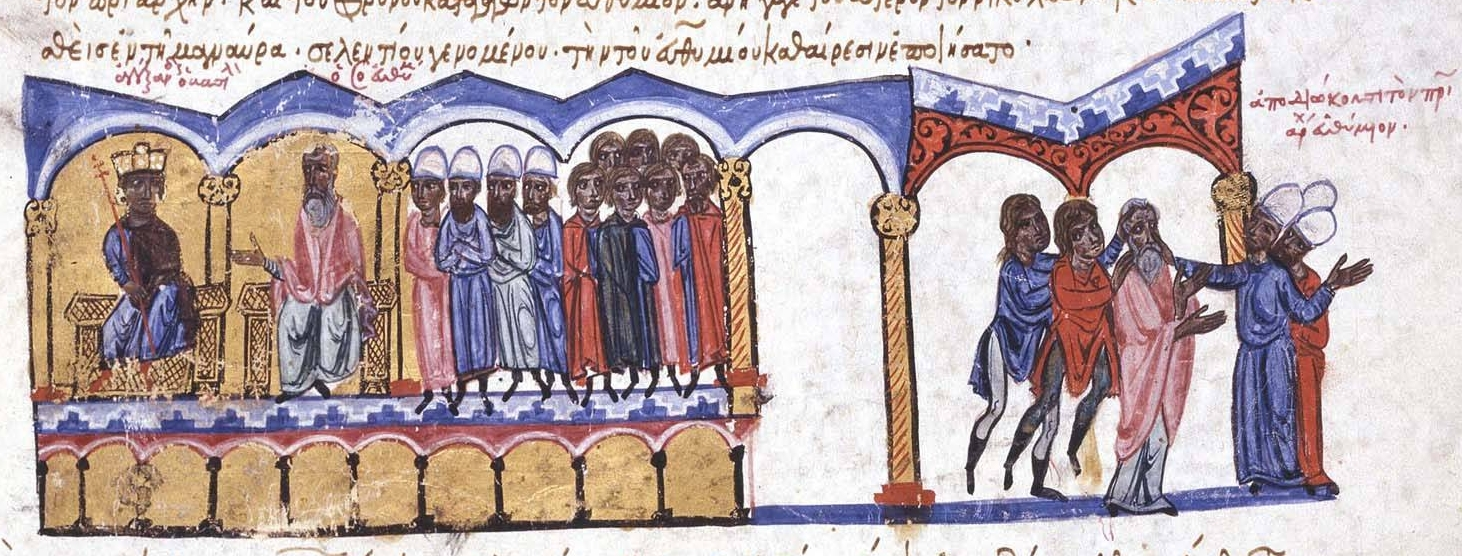
Euthymios wird als Patriarch abgesetzt

Euthymios I. Synkellos (griechisch Ευθύμιος Α΄ Σύγκελλος; † 5. August 917) war Patriarch von Konstantinopel (907–912).

## Leben
Euthymios stammte aus Seleukia. Er war zunächst Mönch in verschiedenen Klöstern, bevor er (zwischen 867 und 877) nach Konstantinopel ging. Spätestens seit 884 war er ein enger Vertrauter von Leo VI., dem späteren Kaiser. In seiner später entstandenen Lebensbeschreibung (Vita Euthymii) wird seine Feindschaft mit dem am Hof einflussreichen Stylianos Zautzes hervorgehoben. 889 oder 890 wurde er Hegumen (Abt) des neu gegründeten Klosters in Psamathia. In dieser Zeit war er auch Synkellos im Patriarchat von Konstantinopel.
907 wurde er Patriarch von Konstantinopel an Stelle des abgesetzten Nikolaus I. Mystikos, der sich geweigert hatte, die Verbindung zwischen Leo und dessen Frau Zoe zu akzeptieren. Das zuvor gute Verhältnis zwischen ihm und den Kaiser blieb anschließend weiter angespannt. 908 krönte er den jungen Konstantin VII. zum Mitkaiser.
912 wurde er kurz nach dem Tode Leos abgesetzt. Er wurde nach ta Agathou verbannt, wo er am 5. August 917 starb.